# Пернер, Хольгер
Хольгер Пернер  — немецкий ботаник-систематик, исследователь растений семейства Орхидные (Orchidaceae).
Родился в Гамбурге (Германия), изучал экологию растений в Университете города Гиссен, недалеко от Франкфурта, защитил магистерскую диссертацию по экологии почвы Orchis mascula. В 1991 году получил степень доктора философии в университете Гамбурга. В середине 1990-х годов, Хольгер участвовал в научно-исследовательском проекте в сотрудничестве с известным российским специалистом по орхидным Леонидом Аверьяновым посвящённом экология представителей рода Cypripedium на российском Дальнем Востоке.
Хольгер встретил свою будущую жену Wenqing во время изучения орхидных в провинции Сычуань (Китай), в 1997 году Wenqing и Хольгер поженились в Германии. И через 4 года вернулся в Китай для работы китайском национальном парке. В 2003 году они основали Hengduan Mountains Biotechnology, германскую компанию, зарегистрированную в провинции Сычуань, Китай. Компания занимается массовым размножением редких видов орхидных, преимущественно представителей родов Paphiopedilum и Cypripedium. Wenqing и Хольгер ежегодно проводят ботанические учебные поездки в горы Юго-Западного и Южного Китая. Помимо этих мероприятий, Хольгер работает в Национальном парке Хуанлун.

## Научные труды
- Perner, H. Cypripediums in China: Part X: Sections Trigonopedia and Sinopedilum // Orchids. — 2009. — Т. 78, № 5. — С. 290-297.
- Holger Perner, Philip T. Seaton, Hong Hu, Hugh W. Pritchard. Ex Situ Conservation of Orchids in a Warming World // The Botanical Review. — № 76. — С. 193–203.
- Ji-hong Li, Zhong-jian Liu, Gerardo A. Salazar, Peter Bernhardt, Holger Perner, Yukawa Tomohisa, Xiao-hua Jin, Shih-wen Chung, Yi-bo Luo. Molecular phylogeny of Cypripedium (Orchidaceae: Cypripedioideae) inferred from multiple nuclear and chloroplast regions // Molecular Phylogenetics and Evolution. — 2011. — № 61. — С. 308–320.
- Li P., Tang S. Y., Dong L., Luo Y. B., Kou Y., Yang X. Q., Perner H. Species diversity and flowering phenology of Orchidaceae in Huanglong Valley, Sichuan // Biodiversity Science. — 2005. — № 13(3). — С. 255–261.
- P. Li, Y. Luo, P. Bernhardt, Y. Kou, H. Perner. Pollination of Cypripedium plectrochilum (Orchidaceae) by Lasioglossum spp. (Halictidae): the roles of generalist attractants versus restrictive floral architecture // Plant Biology. — 2008. — № 10(2).